# Батлер (Кентуккі)
Батлер (англ. Butler) — місто (англ. city) в США, в окрузі Пендлтон штату Кентуккі. Населення — 646 осіб (2020).

## Географія
Батлер розташований за координатами 38°47′15″ пн. ш. 84°22′16″ зх. д. / 38.78750° пн. ш. 84.37111° зх. д. (38.787476, -84.371242).  За даними Бюро перепису населення США в 2010 році місто мало площу 0,53 км², з яких 0,49 км² — суходіл та 0,04 км² — водойми.

## Демографія
Згідно з переписом 2010 року, у місті мешкало 612 осіб у 223 домогосподарствах у складі 140 родин. Густота населення становила 1154 особи/км².  Було 284 помешкання (535/км²).
Расовий склад населення:
| - 94,6 % — білих - 0,2 % — корінних американців |

До двох чи більше рас належало 4,6 %. Частка іспаномовних становила 1,1 % від усіх жителів.
За віковим діапазоном населення розподілялося таким чином: 21,6 % — особи молодші 18 років, 56,8 % — особи у віці 18—64 років, 21,6 % — особи у віці 65 років та старші. Медіана віку мешканця становила 41,6 року. На 100 осіб жіночої статі у місті припадало 86,0 чоловіків;  на 100 жінок у віці від 18 років та старших — 82,5 чоловіків також старших 18 років.
Середній дохід на одне домашнє господарство  становив 38 077 доларів США (медіана — 29 375), а середній дохід на одну сім'ю — 48 537 доларів (медіана — 41 250). Медіана доходів становила 37 250 доларів для чоловіків та 35 000 доларів для жінок. За межею бідності перебувало 19,3 % осіб, у тому числі 39,8 % дітей у віці до 18 років та 0,0 % осіб у віці 65 років та старших.
Цивільне працевлаштоване населення становило 136 осіб. Основні галузі зайнятості: виробництво — 31,6 %, публічна адміністрація — 16,9 %, освіта, охорона здоров'я та соціальна допомога — 16,9 %.